# Clanis tsingtauica
Clanis tsingtauica är en fjärilsart som beskrevs av Clayton Dissinger Mell. Clanis tsingtauica ingår i släktet Clanis och familjen svärmare. Inga underarter finns listade i Catalogue of Life.